# Рейнталь, Рейнгольд Петрович
Рейнгольд Петрович Рейнталь (1823 — 27 мая 1878) — участник подавления восстания в Польше в 1863 году и Русско-турецкой войны 1877—1878 годов, начальник артиллерии Гренадерского корпуса, генерал-лейтенант.

## Биография
Рейнталь родился в 1823 году. Произведённый 2 августа 1843 года в офицеры, он продолжил обучение в офицерских классах Артиллерийского училища, которые окончил в 1845 году. Числясь в лейб-гвардии Конной артиллерии, Рейнталь в чине поручика, затем штабс-капитана и капитана проходил службу в Училище правоведения в качестве воспитателя и преподавателя математики, а затем — и в Павловском кадетском корпусе в качестве преподавателя военных наук.
30 августа 1858 года Рейнталь был произведён в полковники с зачислением по полевой конной артиллерии и переведён в строй. Занимая должность второго помощника начальника артиллерии в Царстве Польском, он принял участие в подавлении восстания в Польше в 1863 году и за проявленные отличия был награждён орденом Святого Владимира 4-й степени с мечами и бантом и золотой саблей с надписью "За храбрость".
При образовании 10 августа 1864 года в ходе военной реформы Д. А. Милютина Варшавского военного округа Рейнталь занял пост второго помощника начальника артиллерии этого округа и 4 апреля следующего года был произведён в генерал-майоры. Его служба на этом посту была отмечена пожалованием в 1867 году майората в Царстве Польском с ежегодным доходом в 1000 рублей, а в 1871 году он был перемещён на должность первого помощника начальника артиллерии Варшавского военного округа.
После сформирования в феврале 1877 года Гренадерского корпуса Рейнталь был назначен начальником артиллерии корпуса и в этой должности принял участие в Русско-турецкой войне 1877 — 1878 годов. Успешно руководил действиями артиллерии Гренадерского корпуса в бою под Плевной 28 ноября 1877 года.
За оказанные отличия 1 января 1878 года Рейнталь был произведён в генерал-лейтенанты. 29 марта того же года отчислен от должности. 16 апреля награждён орденом Белого орла с мечами. Немногим более месяца спустя, 27 мая 1878 года, он скончался.

## Награды
За свою службу Рейнталь был награждён многими орденами, в их числе:
- Орден Святого Станислава 2-й степени (1860 год, Императорская корона к этому ордену пожалована в 1863 году)
- Орден Святого Владимира 4-й степени с мечами и бантом (1863 год)
- Золотая сабля с надписью "За храбрость" (1863 год)
- Орден Святого Владимира 3-й степени (1867 год)
- Орден Святого Станислава 1-й степени (1870 год)
- Орден Святой Анны 1-й степени (1873 год)
- Орден Святого Владимира 2-й степени (1876 год)
- Орден Белого орла с мечами (16 апреля 1878 года)